# Pan cazabi

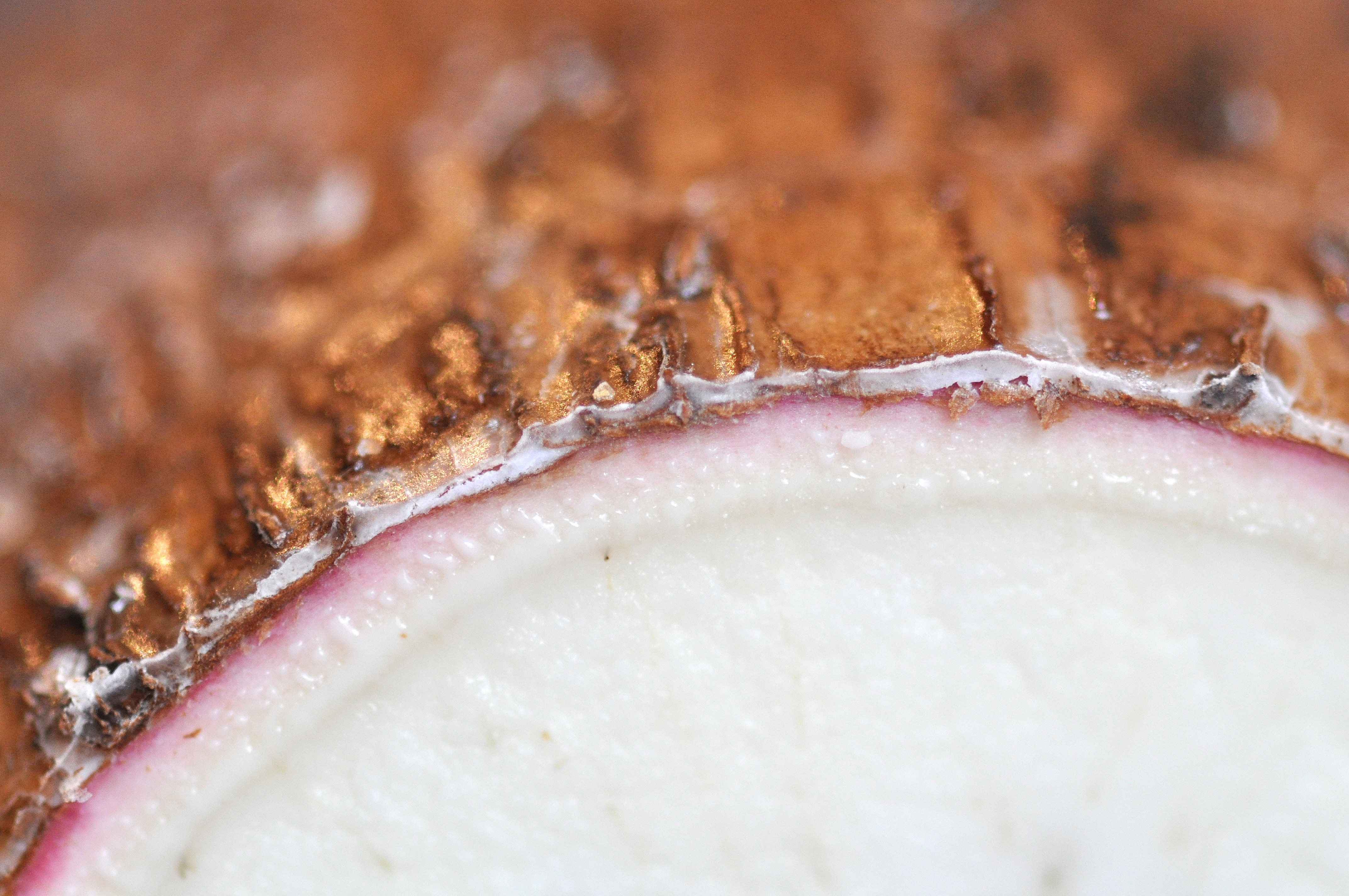
Aspecto de la cazaba (mandioca) y su aspecto harinoso que recordaba a los conquistadores la apariencia de harina e trigo.

El pan cazabi (denominado también como pan cazabe) fue un sucedáneo del pan muy empleado por los conquistadores españoles. Se trataba de una preparación de harina de mandioca (Manihot esculenta) que se horneaba y se sometía a los mismos procesos que el pan de trigo. La mandioca es tubérculo harinoso que recuerda a la harina de trigo, y que posiblemente no lograra fermentar y airearse como el pan. En Nueva España era muy popular entre los colonos españoles dedicados al cultivo ganadero. Es posible que su producción existiera en la América precolombina, pero su empleo como sucedáneo del pan en los primeros instantes se popularizó con la llegada de los conquistadores.

## Historia
Entre los primeros colonos españoles que llegaron a América el trigo, el vino y el aceite de oliva eran ingredientes altamente apreciados. Si bien en los primeros instantes hubo muy poco interés por realizar su cultivo, poco a poco se fue estableciendo una labor de adaptación de estas especies a los nuevos climas y tierras americanas. Mientras esta aclimatación de especies ocurría hubo de acostumbrarse a ingredientes autóctonos. La cazaba fue uno de los primeros. La añoranza de pan de trigo quizás hiciera posible la elaboración de este sucedáneo que aplacó las primeras hambres. Según algunos autores, los españoles conocieron este producto en Santo Domingo y posteriormente fueron elaborando el pan.
La ausencia de gluten en la harina de esta raíz hace que la fermentación no sea posible en la masa inicial, lo que cambia bastante en la textura final del producto. Cabe pensar que esta preparación exisitiera, no obstante, no hay  Cristóbal Colón poseía la mitad de una factoría de pan cazabi en la Isla de Mona al final de sus días. Herencia de su tío El Adelantado. Las referencias al pan de yuca son abundantes en las narraciones de los soldados españoles, incluso en los buques de la armada. Su empleo como alimento en los buques de la armada española se realiza por poseer la harina de yuca una mayor capacidad de conservación además de no tener mal sabor. Siendo un sustitutivo eficaz del bizcocho de trigo y cebada, además de más barato. 
Este tipo de pan, tan popular entre los colonos y conquistadores, así como entre los marinos de la armada. Apenas llegó como noticia a la cocina española. De la que apenas se tiene noticia, ni siquiera de indianos (emigrantes colonos que retornaban). Igualmente el cultivo de la mandioca no prosperó en Europa.